# Megarhogas pedunculatus
Megarhogas pedunculatus är en stekelart som beskrevs av Günther Enderlein 1920. Megarhogas pedunculatus ingår i släktet Megarhogas och familjen bracksteklar. Inga underarter finns listade i Catalogue of Life.